# Hans Berger
Hans Berger (Neuss, 21 maggio 1873 – Jena, 1º giugno 1941) è stato un medico tedesco.
È noto per aver effettuato la prima registrazione delle onde cerebrali e per aver inventato l'elettroencefalogramma (EEG)
.

## Biografia
Berger era il figlio del medico Paul Friedrich Berger e di Anna Ruckert, la figlia più giovane del poeta Friedrich Rückert.
Dopo aver frequentato il liceo Casimirianum (celebre scuola sita in Coburgo), dove conseguì il diploma di maturità nel 1892, Berger decise di iscriversi alla facoltà di matematica presso l'università Friedrich Schiller di Jena. Successivamente, abbandonò gli studi per arruolarsi nella cavalleria. Durante un addestramento il giovane Berger fu vittima di un incidente, ma riuscì a cavarsela solo con qualche lieve ferita; tuttavia la sorella, a chilometri di distanza, nello stesso momento, ebbe la sensazione che il fratello potesse trovarsi in pericolo, tanto da insistere per fare mandare dal padre un telegramma a Berger. Dopo questa esperienza Berger si convinse che la sua mente avesse inviato telepaticamente dei segnali a sua sorella; così, al termine del servizio militare, tornò a Jena per studiare medicina con l'obiettivo di indagare sulla trasmissione dei segnali cerebrali.
Nel 1897 conseguì la laurea in medicina presso l'università di Jena. Nello stesso anno lavorò presso la clinica di Jena diretta da Otto Binswanger, docente universitario di psichiatria e neurologia. Nel 1906 divenne docente universitario e nel 1912 assunse la carica di medico capo, infine, nel 1919 prese il posto di Binswanger. In quegli
anni godette anche della collaborazione degli affermati scienziati, Oskar Vogt (1870-1959) e Korbinian Brodmann, (1868-1918) per la loro ricerca sulla laterizzazione delle funzioni cerebrali. Nel 1911 sposò la sua assistente, la baronessa Ursula Von Bulow; in seguito lavorò come psichiatra dell'esercito sul fronte occidentale durante la prima guerra mondiale. Nel 1924 Berger riuscì a registrare per la prima volta un elettroencefalogramma umano (EEG). Pubblicò nel 1929 il suo primo lavoro sui risultati ottenuti, nel quale espose la tecnica per registrare l'attività elettrica umana attraverso la superficie del cranio.
I suoi risultati furono accolti con incredulità e derisione da parte degli ambienti medico-scientifici tedeschi. Dopo alcune delusioni, nel 1937 venne riconosciuta l'importanza delle sue scoperte, in un forum internazionale, dal medico britannico Edgar Douglas Adrian. Nel 1938, l'elettroencefalografia guadagnò un ampio riconoscimento da parte di eminenti ricercatori del settore, tanto da divenire strumento di
routine per diagnosi mediche negli Stati Uniti, in Inghilterra e in Francia.

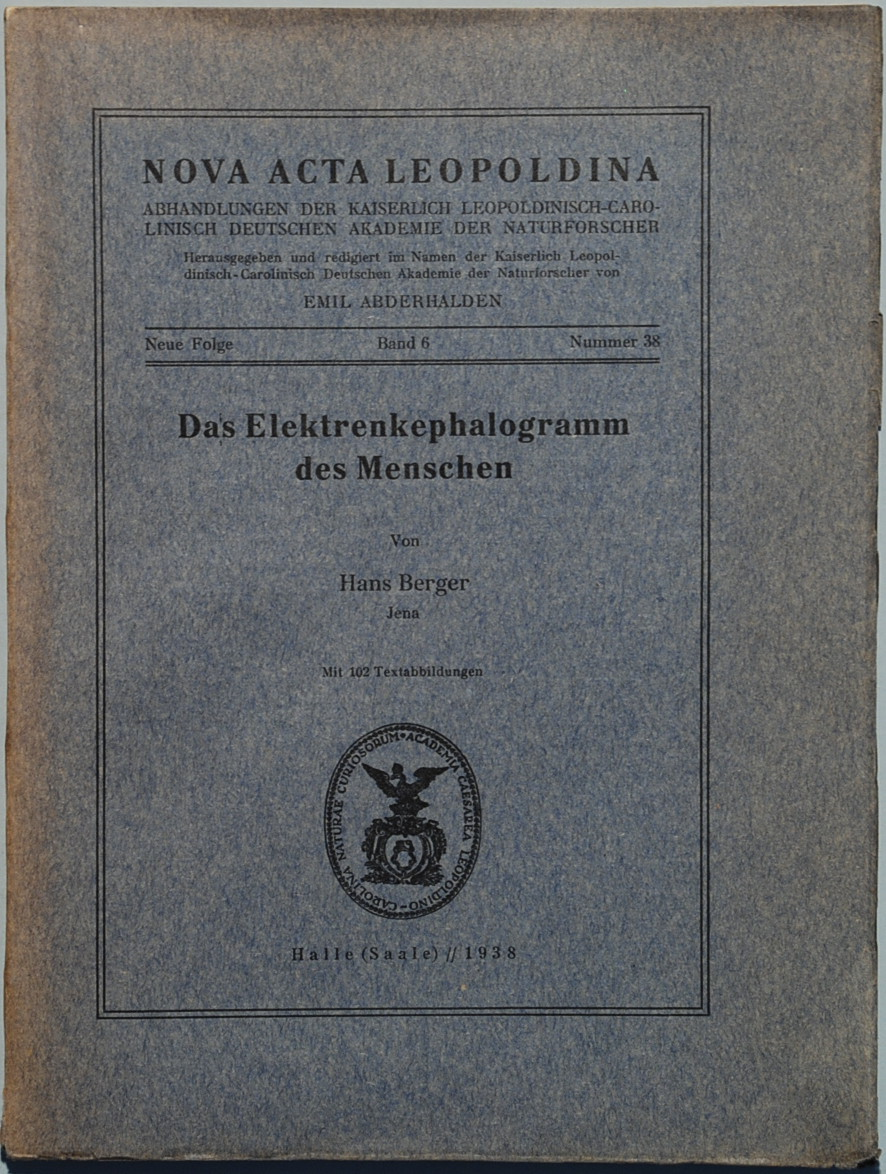
Raffigurazione dell' opera di Hans Berger

Nel 1938, all'età di 65 anni, Berger divenne professore di psicologia. Secondo i biografi, Niedermeyer e Lopes da Silva, l'evento venne celebrato freddamente e con poche cerimonie poiché i rapporti intrattenuti con il regime nazista erano alquanto tesi. Secondo altre fonti, Berger fece parte delle SS, inoltre documenti ufficiali presso l'Università di Jena, risalenti al 1930, dimostrano che Berger fu membro del Tribunale per la salute genetica; alcuni diari ritrovati contengono commenti antisemiti. Nel 1937 Berger fu nominato membro dell'Accademia Leopoldiana delle scienze e nel 1940 fu candidato per il premio Nobel.
Dopo un lungo periodo di depressione e affetto da una grave infezione della pelle, il 1º giugno 1941 si tolse la vita tramite impiccagione. Il cadavere venne ritrovato nell'ala sud della sua clinica.

## Ricerca
Berger operò in molti ambiti di ricerca: neurologia, circolazione cerebrale, psicologia. Il suo principale contributo alla medicina è stata la ricerca sull'attività elettrica del cervello e la scoperta dell'EEG. La prima registrazione delle onde cerebrali umane, effettuata da Berger, è avvenuta attraverso uno strumento da lui stesso chiamato elettroencefalografo, che riportava una rappresentazione grafica, l'elettroencefalogramma. 

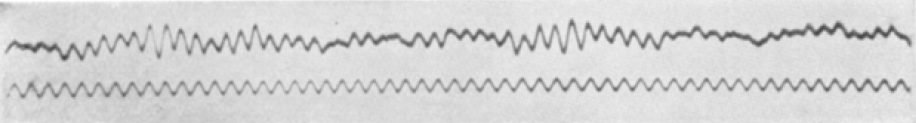
Prima EEG effettuata da Berger

Utilizzando l'EEG è stato anche il primo a descrivere le diverse onde presenti nel cervello, come le onde alpha (7,812-13,28 Hz), note anche come "onde Berger", oscillazioni di forma sinusoidale, della frequenza media di 10 Hz al secondo e del potenziale di circa 50 µV, osservabili in stato di riposo e nelle fasi normali. Ha anche studiato e descritto per la prima volta le alterazioni dell'EEG in malattie cerebrali come l'epilessia.

## Il premio Hans Berger
Il premio Hans Berger è stato assegnato ogni tre anni dalla Deutsche Gesellschaft für Klinische Neurophysiologie per un lungo periodo, per studi e ricerche sulla neurofisiologia.